# Theo Hiddema
Theo Hiddema, född 1 april 1944, är en nederländsk jurist, mediapersonlighet och politiker som är ledamot av Generalstaternas andra kammare för Forum för demokrati sedan 2017.